# Crawford County, Pennsylvania
Crawford County är ett administrativt område i delstaten Pennsylvania i USA, med 88 765 invånare. Den administrativa huvudorten (county seat) är Meadville. Countyt är döpt efter soldaten William Crawford.

## Politik
Crawford County tenderar att rösta på republikanerna i politiska val.
Republikanernas kandidat har vunnit rösterna i countyt i samtliga presidentval sedan valet 1968. Totalt har demokraternas kandidat endast vunnit countyt i tre presidentval sedan 1888, nämligen 1896, 1916 och 1964, det vill säga en gång under de senaste hundra åren. I valet 2016 vann republikanernas kandidat med 66,1 procent av rösterna mot 29,0 för demokraternas kandidat, vilket är den största segermarginalen i countyt för en kandidat sedan valet 1928.

## Geografi
Enligt United States Census Bureau har countyt en total area på 2 688 km². 2 624 km² av den arean är land och 65 km² är vatten.

### Angränsande countyn
- Erie County - nord
- Warren County - öst
- Venango County - sydost
- Mercer County - söder
- Trumbull County, Ohio - sydväst
- Ashtabula County, Ohio - väst

### Orter
- Meadville (huvudort)
- Titusville